# União do Povo Galego-linha proletária
A União do Povo Galego-linha proletária (UPG-lp) foi um partido político galego independentista e marxista-leninista, que apoiaou a luta armada de Luta Armada Revolucionária nas décadas de 1970 e 1980.

## História
É fruto de uma cisão da União do Povo Galego, ocorrida em 1977, quando Xosé Luís Méndez Ferrín foi expulso da organização por se opor ao progressivo acatamento das instituições espanholas da parte da organização e à sua participação nas eleições gerais de 1977. Outro ponto de fractura foi o apoio de Ferrín e outros militantes à estratégia armada, que a UPG tinha decidido abandonar após o assassinato de Moncho Reboiras em 1972. Como consequência daquelas discrepâncias, Ferrín e outros militantes abandonaram a organização, dando origem à denominada UPG-linha proletária, que reclamava para si a legitimidade do nome da organização. 
Precisamente, a disputa sobre o nome da organização terminou ao ano seguinte, quando a UPG-lp decidiu mudar o nome da organização pelo de Partido Galego do Proletariado (PGP), depois do qual continuou a apoiar as atividades de Luta Armada Revolucionária (LAR), o que implicou a detenção de vários dos seus militantes, entre os quais o próprio Ferrín. À margem desse apoio, teve um importante papel na Confederação Sindical Galega (CSG), conjuntamente com o Partido Socialista Galego.